# Apantesis defloriana
Apantesis defloriana là một loài bướm đêm thuộc phân họ Arctiinae, họ Erebidae.